# Ucholovskij rajon
L'Ucholovskij rajon (in russo Ухоловский район?) è un rajon dell'Oblast' di Rjazan', nella Russia europea; il capoluogo è Ucholovo. Istituito nel 1929, ricopre una superficie di 956 chilometri quadrati ed ospita una popolazione di circa 11.000 abitanti.